# Montferrer i Castellbò
Montferrer i Castellbò là một đô thị trong ‘‘comarca’’ Alt Urgell, tỉnh Lleida, Catalonia, Tây Ban Nha.
Các khu vực của Montferrer i Castellbò:
- Sân bay la Seu d'Urgell hay Andorra-Pirineus Airport
- Aravell
- Bellestar
- Montferrer de Segre
- Sant Joan de l'Erm
- enlamitjana del Cantó
- enla-rubla